# Ramon VI de Pallars Jussà
Ramon VI de Pallars Jussà (? - 1178) fou comte de Pallars Jussà (1174-1178).
Només estigué, per tant, quatre anys al davant del comtat; només es pot dir que la dependència del Comtat de Pallars Jussà respecte del de Barcelona anà molt en augment. Era el començament de l'agonia del comtat.

## Orígens familiars
Era fill del comte Arnau Mir de Pallars Jussà i d'Òria d'Entença. Era net per via materna del comte d'Urgell Ermengol VI.

## Ascens al poder
A la mort del seu pare, el 1174, va esdevenir comte de Pallars Jussà, però morí al cap de quatre anys.

## Núpcies i descendents
Es casà el 1167 amb una dama el nom de la qual roman encara avui dia ignorat pels historiadors. D'aquesta unió nasqué una filla:
- la infanta Valença de Pallars Jussà (?-1182), que fou comtessa de Pallars Jussà

Més tard, casà amb la seva cosina Anglesa de Cardona (?-1177), filla del vescomte Ramon Folc III de Cardona i Sibil·la d'Urgell, filla d'Ermengol VI. No tingueren fills.